# Trofeo Joan Gamper 2015
El Trofeo Joan Gamper 2015 fue la  L edición  del torneo amistoso. El encuentro se diputó el 5 de agosto en el Camp Nou, en esta ocasión el F. C. Barcelona enfrentó a la Roma. Finalmente los azulgranas se llevaron su 38° título, al vencer a los esmeraldas por 3 a 0. Los goleadores del partido fueron Neymar, Messi y Rakitić, este último recibió el premio al 'Mejor Jugador del Partido'.

## Partido
| 1          | POR        | Marc-André ter Stegen | 60' |
| 6          | DEF        | Dani Alves            | 60' |
| 15         | DEF        | Marc Bartra           |     |
| 23         | DEF        | Thomas Vermaelen      | 45' |
| 24         | DEF        | Jérémy Mathieu        | 60' |
| 4          | MED        | Ivan Rakitić          |     |
| 14         | MED        | Javier Mascherano     | 60' |
| 12         | MED        | Rafinha Alcántara     | 60' |
| 10         | DEL        | Lionel Messi          | 60' |
| 9          | DEL        | Luis Suárez           | 60' |
| 11         | DEL        | Neymar                | 60' |
| Entrenador | Entrenador | Luis Enrique          |     |

| 25         | POR        | Wojciech Szczęsny   | 45' |
| 24         | DEF        | Alessandro Florenzi | 45' |
| 2          | DEF        | Mapou Yanga M'biwa  | 71' |
| 5          | DEF        | Leandro Castán      | 45' |
| 35         | DEF        | Vasilis Torosidis   | 65' |
| 4          | MED        | Radja Nainggolan    | 71' |
| 15         | MED        | Miralem Pjanić      | 65' |
| 20         | MED        | Seydou Keita        | 65' |
| 14         | MED        | Iago Falque         | 65' |
| 27         | MED        | Gervinho            | 65' |
| 22         | DEL        | Mattia Destro       | 45' |
| Entrenador | Entrenador | Rudi García         |     |

| 18 | DEF | Jordi Alba       | 45' 75' |
| 13 | POR | Claudio Bravo    | 60'     |
| 3  | DEF | Gerard Piqué     | 60'     |
| 5  | MED | Sergio Busquets  | 60'     |
| 8  | MED | Andrés Iniesta   | 60'     |
| 20 | MED | Sergi Roberto    | 60'     |
| 7  | DEL | Pedro Rodríguez  | 60'     |
| 16 | DEL | Sandro Ramírez   | 60'     |
| 17 | DEL | Munir El Haddadi | 60'     |
| 30 | MED | Alen Halilović   | 75'     |

| 26 | POR | Morgan De Sanctis | 45'     |
| 13 | DEF | Maicon            | 45'     |
| 44 | DEF | Kostas Manolas    | 45'     |
| 7  | DEL | Juan Iturbe       | 45' 90' |
| 3  | DEF | Ashley Cole       | 65'     |
| 8  | MED | Adem Ljajić       | 65' 90' |
| 16 | MED | Daniele De Rossi  | 65'     |
| 48 | MED | Salih Uçan        | 65'     |
| 10 | DEL | Francesco Totti   | 65'     |
| 46 | DEF | Alessio Romagnoli | 71'     |
| 32 | MED | Leandro Paredes   | 71'     |
| 19 | DEL | Víctor Ibarbo     | 90'     |
| 96 | DEL | Antonio Sanabria  | 90'     |

| Anotado | 26' | Neymar       | 1-0 |
| Anotado | 41' | Lionel Messi | 2-0 |
| Anotado | 65' | Ivan Rakitić | 3-0 |

| Amonestado | 34' | Lionel Messi |
| Amonestado | 90' | Marc Bartra  |

| Amonestado | 34' | Mapou Yanga M'biwa  |
| Amonestado | 37' | Alessandro Florenzi |
| Amonestado | 40' | Radja Nainggolan    |

| Árbitro | Javier Estrada Fernández |

| 1          | POR        | Marc-André ter Stegen | 60' |
| 6          | DEF        | Dani Alves            | 60' |
| 15         | DEF        | Marc Bartra           |     |
| 23         | DEF        | Thomas Vermaelen      | 45' |
| 24         | DEF        | Jérémy Mathieu        | 60' |
| 4          | MED        | Ivan Rakitić          |     |
| 14         | MED        | Javier Mascherano     | 60' |
| 12         | MED        | Rafinha Alcántara     | 60' |
| 10         | DEL        | Lionel Messi          | 60' |
| 9          | DEL        | Luis Suárez           | 60' |
| 11         | DEL        | Neymar                | 60' |
| Entrenador | Entrenador | Luis Enrique          |     |

| 25         | POR        | Wojciech Szczęsny   | 45' |
| 24         | DEF        | Alessandro Florenzi | 45' |
| 2          | DEF        | Mapou Yanga M'biwa  | 71' |
| 5          | DEF        | Leandro Castán      | 45' |
| 35         | DEF        | Vasilis Torosidis   | 65' |
| 4          | MED        | Radja Nainggolan    | 71' |
| 15         | MED        | Miralem Pjanić      | 65' |
| 20         | MED        | Seydou Keita        | 65' |
| 14         | MED        | Iago Falque         | 65' |
| 27         | MED        | Gervinho            | 65' |
| 22         | DEL        | Mattia Destro       | 45' |
| Entrenador | Entrenador | Rudi García         |     |

| 18 | DEF | Jordi Alba       | 45' 75' |
| 13 | POR | Claudio Bravo    | 60'     |
| 3  | DEF | Gerard Piqué     | 60'     |
| 5  | MED | Sergio Busquets  | 60'     |
| 8  | MED | Andrés Iniesta   | 60'     |
| 20 | MED | Sergi Roberto    | 60'     |
| 7  | DEL | Pedro Rodríguez  | 60'     |
| 16 | DEL | Sandro Ramírez   | 60'     |
| 17 | DEL | Munir El Haddadi | 60'     |
| 30 | MED | Alen Halilović   | 75'     |

| 26 | POR | Morgan De Sanctis | 45'     |
| 13 | DEF | Maicon            | 45'     |
| 44 | DEF | Kostas Manolas    | 45'     |
| 7  | DEL | Juan Iturbe       | 45' 90' |
| 3  | DEF | Ashley Cole       | 65'     |
| 8  | MED | Adem Ljajić       | 65' 90' |
| 16 | MED | Daniele De Rossi  | 65'     |
| 48 | MED | Salih Uçan        | 65'     |
| 10 | DEL | Francesco Totti   | 65'     |
| 46 | DEF | Alessio Romagnoli | 71'     |
| 32 | MED | Leandro Paredes   | 71'     |
| 19 | DEL | Víctor Ibarbo     | 90'     |
| 96 | DEL | Antonio Sanabria  | 90'     |

| Anotado | 26' | Neymar       | 1-0 |
| Anotado | 41' | Lionel Messi | 2-0 |
| Anotado | 65' | Ivan Rakitić | 3-0 |

| Amonestado | 34' | Lionel Messi |
| Amonestado | 90' | Marc Bartra  |

| Amonestado | 34' | Mapou Yanga M'biwa  |
| Amonestado | 37' | Alessandro Florenzi |
| Amonestado | 40' | Radja Nainggolan    |

| Árbitro | Javier Estrada Fernández |

| Bandera de España                  |
| Campeón F. C. Barcelona 38° título |